# 萬達利亞 (蒙大拿州)
萬達利亞（英語：Vandalia）是位於美國蒙大拿州瓦利縣的鬼鎮。

## 歷史
萬達利亞的郵局自1904年營運至今。

## 地理
萬達利亞所處的海拔為高於海平面648米（即2126英呎），而該地所採用的時區為UTC-7，即北美山地時區（MST）。同時該地設有夏令時間，為UTC-7調快一小時，即UTC-6（MDT）。